# David Muir
David Jason Muir (Syracuse, Nueva York; 8 de noviembre de 1973) es un periodista estadounidense presentador de ABC World News Tonight, el departamento de noticias de la red de difusión de televisión de ABC con sede en la ciudad de Nueva York. Muir se desempeñó anteriormente como el presentador de fin de semana del buque insignia de ABC News, ABC World News Tonight y copresentador del magacín informativo 20/20. Muir anteriormente actuó como presentador sustituto de World News con Diane Sawyer durante la semana y luego sucedió a Sawyer en la silla del presentador los lunes, 1 de septiembre de 2014. En ABC News, David Muir ha ganado múltiples premios Emmy y premios Edward R. Murrow para el periodismo, tanto en el extranjero y en los Estados Unidos.
David Muir es uno de los periodistas estadounidenses más visibles en la televisión. Según el Informe Tyndall, sus reportajes recibieron el mayor tiempo en el aire, tanto en 2012 y 2013. TV Week lo ha llamado uno de los "12 a ver en TV News" y TMZ, un sitio web de noticias de las celebridades, lo ha llamado "el Brad Pitt de los presentadores de noticias" o es Brad Pitt "el David Muir de los actores de cine?"
Recientemente, Muir estuvo en la lista como uno de los hombres más sexys vivos de People Magazine en 2014.

## Primeros años
Muir Nació en Syracuse, Nueva York. Creció en Onondaga Hill. Muir tiene un hermano mayor, tres sobrinas y un sobrino. Además de hablar su idioma, Inglés, Muir habla muy poco español. Se graduó de Onondaga Junior-Senior High School en mayo de 1991 y asistió a la Park School of Communications de la Ithaca College, en Ithaca, Nueva York, donde se graduó magna cum laude con un Bachelor de grado de Artes en periodismo en mayo de 1995. Mientras en universitario, Muir también asistió al Fund for American Studies at Georgetown University y también ha completado estudios en la Universidad de Salamanca en España.

## Carrera

### WTVH Televisión
De 1995 a 2000, Muir trabajó como presentador y reportero el canal WTVH en Syracuse. Sus informes de Jerusalén, Tel Aviv y la Franja de Gaza tras el asesinato del primer ministro israelí Yitzhak Rabin en 1995, lo hicieron merecedor de la Radio-Television News Directors. Associated Press lo honró al Mejor Reporte Empresa y Mejor Entrevista de Televisión, el club de Prensa de Siracusa lo reconoció como ancla del "Mejor Noticiero local".

### WCVB Televisión
De 2000 a 2003, Muir fue presentador y reportero de televisión WCVB en Boston. Allí ganó el Premio Edward R. Murrow regional para el periodismo de investigación y el National Headliner Award y Associated Press honors por su trabajo trazando el camino de los secuestradores involucrados en los ataques del 11 de septiembre de 2001 La Associated Press también reconoció su reportes y sus presentaciones.

### ABC News
En agosto de 2003, Muir se unió a ABC News como presentador del noticiero de la noche World News Now. A partir de junio de 2007, Muir participó como presentador de World News Saturday. A partir de 2006, en ocasiones, fue copresentador de la revista de noticias Primetime. En febrero de 2012, David Muir se convirtió en el presentador de los noticieros del fin de semana y la emisión fue nombrada World News con David Muir. Muir ha logrado poco a poco un aumento en los índices de audiencia de las emisiones nocturnas del fin de semana. En el año 2013, Muir fue promovido a copresentador de ABC 20/20 junto a Elizabeth Vargas.
En septiembre de 2005, Muir estaba dentro del Superdome de Nueva Orleans cuando el huracán Katrina golpeó y se quedó en Nueva Orleans para informar sobre la crisis humanitaria. Sus informes revelaron las condiciones de deterioro en el interior del Centro de Convenciones y el Hospital de la Caridad, que Muir y su camarógrafo se metieron a través de aguas profundas, que les llegaban casi al pecho, para encontrar pacientes atrapados en el interior del hospital.
Muir informó desde la frontera israelí-libanesa en octubre de 2006 en la guerra de Israel con Hezbolá. Muir estaba en Gaza en marzo de 2007 para cubrir el golpe de Hamás, informando desde el interior de la Franja de Gaza En octubre de 2007, Muir fue enviado a Perú tras el peor terremoto en ese país en más de dos décadas.
En septiembre de 2008, Él informó desde Ucrania a más de dos décadas después del accidente nuclear de Chernobyl. En abril de 2009, Muir y Diane Sawyer en informe para 20/20 acerca de las armas en Estados Unidos sacaron a la luz "resultados preocupantes" según lo descrito por el New York Daily News.
En mayo de 2009, la presentación de informes de Muir en 20/20 reveló el enorme aumento en el número de niños sin hogar en Estados Unidos. Muir hizo varios viajes al Golfo de México para investigar el derrame de petróleo de BP. En abril de 2011, Muir cubrió desde Haití las consecuencias del huracán. Muir ese año volvió a informar sobre los ataques contra las mujeres.
En junio de 2011, David Muir informó desde la Plaza Tahrir durante la revolución política en Egipto y desde Fukushima, Japón tras el terremoto y tsunami mortal y accidente de la central nuclear. Muir escribió acerca de su reporte de Mogadiscio, Somalia y su posterior regreso, "Agobiante Hambruna Dentro de Somalia", para el Daily Beast. Muir también cubrió varias horas de la tragedia en Newtown, también informó desde la escena como el presidente Obama visitó la ciudad. Muir también dio cobertura a los fusilamientos masivos de salas de cine de Aurora, Colorado; en Joplin, Misuri reportó acerca de las secuelas del un tornado destructivo que afectó esa zona; y desde Tucson, Arizona reportó luego del tiroteo a la congresista Gabrielle Giffords, que dejó otros seis muertos.
En noviembre de 2012, Muir sirvió como uno de los corresponsales principal de ABC para la elección presidencial estadounidense de 2012. Sus entrevistas con el candidato republicano Mitt Romney generó titulares nacionales en los asuntos de economía y política de inmigración en los Estados Unidos. Muir fue nominado al Emmy por la serie "Made In America" acerca de la economía estadounidense. Muir ha llevado la serie a otros programas de televisión, incluyendo la The View, donde se ha desempeñado como invitado y coanfitrión.
En enero de 2013, Muir informó desde Irán previo a las conversaciones nucleares. Fue el primer periodista occidental que informe de Mogadiscio, Somalia sobre el hambre. Muir y su equipo fueron atacados mientras informaban de Mogadiscio. En 2013, recibió el prestigioso premio Edward R. Murrow por sus reportajes.
El 27 de junio de 2014, ABC News anunció que Muir sucedería a Diane Sawyer como ancla y jefe de redacción de ABC World News Tonight. Muir hizo su emisión debut el 1 de septiembre de 2014. En abril de 2015, "World News Tonight con David Muir" se convirtió en el noticiero más visto de la noche en el país, más de la NBC "Nightly News", por primera vez desde el 7 de septiembre de 2009.

## Vida comunitaria
Muir pronunció el discurso de graduación en la Ithaca College, en mayo de 2011, durante la cual se instó a los graduados a usar su voz. El 13 de marzo de 2015, Muir recibió un Doctorado honorífico en Letras y el Premio Jessica Savitch de Distinción a la Excelencia en Periodismo por la Ithaca College. El 8 de mayo de 2015, Muir pronunció el discurso de graduación en la Northeastern University. Durante la ceremonia, se le dio el Doctorado honorífico de grado en Medios.